# Zušlechťování textilií
Zušlechťování textilií je souhrnný pojem pro procesy, které slouží ke zlepšení vzhledu a ke zvýšení hodnoty textilie.
Naprostá většina textilií se zušlechťuje průmyslovým způsobem v zušlechťovacích provozech, zvaných také úpravny textilu, jen nepatrná část se provádí v manufakturách nebo amatérsky.

## Technologie zušlechťování
Technologie zušlechťování se zakládá na pracovních postupech, kterými se mění fyzikální a chemické vlastnosti textilních materiálů v závislosti na
- chemických reakcích spolu s použitým strojním zařízením nebo
- výhradně na použitém strojním zařízení
Za základní technologie se obvykle pokládají:
- Předúprava
- Vlastní zušlechťování : barvení a potiskování
- Finální úprava[4]

## Předúprava
K předúpravě patří zejména
Odšlichtování,praní, vyvářka, bělení,mercerování, požehování.
Ve zvláštních případech např.: (u vlny) karbonace, valchování, (u hedvábí) odkližování a zatěžování, fixace syntetických vláken, optické zjasňování 

## Barvení
Technologie barvení je závislá zejména na
- Materiálovém složení (přírodní, umělá vlákna, směsi) a formě textilie (vlákenné vločky, pramen,tkanina, pletenina, netkané textilie, krajkovina, koberec, hotový oděv)
- Druhu barviva.

Několik tisíc druhů syntetických textilních barviv je zařazeno na základě chemické struktury a barvířských vlastností do tzv. Colour Index, výběr barviva je jedno ze základních kritérií k určení technologie barvení.
- Struktuře procesu barveni a strojním zařízení

Stroje pro
- Diskontinuální barvení: vany, aparáty, džigr, hašple, fulár
- Polokontinuální b.: pad-jig, pad-roll, termosol-džigr aj.
- Kontinuální b.: pad-steam, termosol, hot-oil aj.

### Výrobní náklady na barvení
Ve jedné studii z roku 2018 byly porovnány výrobní náklady na barvení bavlněných tkanin a pletenin reaktivními barvivy ve 12 státech s významným textilním průmyslem. Proces barvení (od předúpravy až po výstupní kontrolu) stál v USD/kg:
| Materiál                | Proces         | Náklady USD/kg nejnižší ------nejvyšší |
| tkanina 190 g/m         | kontinuální    | 0,30 ------0,50                        |
| pletenina single jersey | kontinuální    | 1,02 ------ 1,89                       |
| pletenina single jersey | diskontinuální | 1,17 ------ 2,13                       |

(Nejnižší náklady byly zjištěny ve všech případech ve Vietnamu, nejvyšší v Itálii).

## Potiskování
Pasta z různých druhů barviv, nejčastěji z pigmentů, se aplikuje jako přímý, leptavý nebo rezervový tisk.
Schéma postupu výroby: příprava pasty – tisk – sušení – fixace – praní
Tiskařské techniky používané v 21. století:
- Válcový tisk (vzory vyryté do měděného válce)
- Filmový t. (ploché nebo rotující šablony, přes které se tiskne barvivo)
- Transferový t. (vzor se přenáší z papírové podložky)
- Digitální t. (barva se stříká přímo na textilii)[4]

## Finální úprava
Účel: zlepšení užitných vlastností a zvýšení prodejnosti výrobku

### Mechanické úpravy
Kalandrování, mandlování, lisování, fixace, dekatování, počesávání, postřihování aj.
prováděné na speciálních strojích nebo aparátech

### Chemické úpravy
Síťování, nemačkavá, hydrofobní, oleofobní, tužicí, antistatická, nehořlavá, hygienická, protimolová, neplstivá, matování, kašírování aj.
Způsoby nanášení úpravnických prostředků:
Vytahování z lázně, napouštění, flačování, nánosování, postřik. 

## Výrobní náklady na zušlechťování
Odhad procentuálních podílů na nákladech na zušlechťování (na začátku 21. století):
| Druh nákladů           | Podíl v % |
| Personál               | 42        |
| Barviva a chemikálie   | 29        |
| Energie                | 12        |
| Voda                   | 6         |
| Ochrana živ. prostředí | 6         |
| Údržba                 | 5         |

Celosvětová roční spotřeba text. barviv obnášela na konci 20. století cca 400 000 tun, váha chemikálií spotřebovaných k zušlechťování se udává se 7,7 % z váhy zpracované textilie, na kterých se podílí
předúprava 22, barvení a tisk 26 a finální úprava 52 %. Hodnota celosvětově spotřebovaných textilních chemikálií dosáhla v roce 2020 cca 21 miliard USD.